# Anserma
Anserma o Santa Ana de Los Caballeros és un municipi de colombià situat al departament de Caldas, a 1.790 metres d'altitud. La seva superfície és de 206,4 km i la població d'uns 34.000 habitants.

## Història
La vila va ser fundada el 15 d'agost de 1539 pel capità Jorge Robledo. Anserma va ser epicentre de les onades de la colonització antioqueña que des d'aquest lloc es va irradiar cap al sud i occident, produint-se la fundació de pobles com Apía, Santuario (Risaralda), Belalcázar (Caldas) i Risaralda (Caldas).

## Economia
És un centre agrícola i miner (or, carbó, plata). També produeix molt cafè.
Anserma és considerada la capital nacional de la seda i és molt popular per les seves festes: al juliol se celebren les festas de la verge i a l'agost les de la tornada.